# Мондаино
Мондаино (итал. Mondaino) је насеље у Италији у округу Римини, региону Емилија-Ромања.
Према процени из 2011. у насељу је живело 929 становника. Насеље се налази на надморској висини од 376 м.

## Становништво
Према резултатима пописа становништва 2011. у општини је живело 1.441 становника.
| 1951. | 1961. | 1971. | 1981. | 1991. | 2001. | 2011. |
| ----- | ----- | ----- | ----- | ----- | ----- | ----- |
| 2.547 | 1.962 | 1.534 | 1.469 | 1.376 | 1.461 | 1.441 |